# سباق المطاردة الفرقية في بطولة الدراجات على المضمار
سباق المطاردة الفرقية في بطولة الدراجات على المضمار هو أحد سباقات بطولة العالم للدراجات على المضمار للرجال.

## الميداليات

### 1993 - حاليا
| البطولة | الذهبية | الفضية                                                                               | البرونزية                                                                              |
| ------- | --- | ------------------------------------------------------------------------------------ | -------------------------------------------------------------------------------------- |
| 1993    | إيغون أدلر · ستيوارت اوغرادي · Billy Shearsby · Tim O'Shannessy · أستراليا                                                  | أندرياس باخ · جويدو فولست · ينز ليمان (دراج) · تورستن شميت · ألمانيا                 | جيمي مادسن · يناير بو بيترسن · لارس أوتو أولسن · Klaus Kynde Nielsen · الدنمارك        |
| 1994    | جويدو فولست · أندرياس باخ · ينز ليمان (دراج) · دانيلو هوندو · ألمانيا                                                       | آدم لوران · ديرك كوبلاند · Mariano Friedick · كارل سوندكويست · الولايات المتحدة      | Tim O'Shannessy · رودني ماغي · ستيوارت اوغرادي · إيغون أدلر · أستراليا                 |
| 1995    | برادلي ماكجي · ستيوارت اوغرادي · رودني ماغي · Tim O'Shannessy · أستراليا                                                    | Dimitri Tolstenkov · Bogdan Bondariew · سيرغي ماتفيف · ألكسندر سيمونينكو · أوكرانيا  | Mariano Friedick · ديرك كوبلاند · كونراد زاك · مات هامون · الولايات المتحدة            |
| 1996    | أدلر كابيلي · Cristiano Citton · Andrea Collinelli · ماورو ترينتيني ‏ · إيطاليا                                              | فرانسيس مورو · جان ميشال مونين · Philippe Ermenault · سيريل بوس · فرنسا              | جويدو فولست · دانيلو هوندو · ثورستن روند · Heiko Szonn · ألمانيا                       |
| 1997    | Cristiano Citton · ماريو بينيتون · أدلر كابيلي · Andrea Collinelli · إيطاليا                                                | ألكسندر سيمونينكو · أولكسندر فيدينكو · Olexandr Klimenko · سيرغي ماتفيف · أوكرانيا   | Franck Perque · جيروم نوفيل · Philippe Ermenault · كارلوس دا كروز · فرنسا              |
| 1998    | ألكسندر سيمونينكو · سيرغي ماتفيف · أولكسندر فيدينكو · Olexandr Klimenko · أوكرانيا                                          | Christian Lademann · دانيال بيك · روبرت برتكو · جويدو فولست · ألمانيا                | Andrea Collinelli · أدلر كابيلي · Cristiano Citton · ماريو بينيتون · إيطاليا           |
| 1999    | روبرت برتكو · ينز ليمان (دراج) · دانيال بيك · جويدو فولست · ألمانيا                                                         | سيريل بوس · فرانسيس مورو · جيروم نوفيل · Philippe Ermenault · فرنسا                  | إدوارد جريتسون · أليكسي ماركوف · فلاديسلاف بوريسوف · Denis Smyslov · روسيا             |
| 2000    | جويدو فولست · سيباستيان سيدلر · دانيال بيك · ينز ليمان (دراج) · ألمانيا                                                     | جوناثان كلاي · كريس نيوتن · برادلي ويغينز · بول مانينغ (دراج) · بريطانيا العظمى      | Damien Pommereau · جيروم نوفيل · فيليب غومون · سيريل بوس · فرنسا                       |
| 2001    | ألكسندر سيمونينكو · Sergeï Tscherniowsky · Lyubomyr Polatayko · أولكسندر فيدينكو · أوكرانيا                                 | برادلي ويغينز · كريس نيوتن · بريان ستيل · بول مانينغ (دراج) · بريطانيا العظمى        | سيباستيان سيدلر · كريستيان باش · ينز ليمان (دراج) · جويدو فولست · ألمانيا              |
| 2002    | بيتر داوسون (دراج) · بريت لانكستر · ستيفن ولدريدج · لوك روبرتس · أستراليا                                                   | ينز ليمان (دراج) · كريستيان باش · سيباستيان سيدلر · جويدو فولست · ألمانيا            | بول مانينغ (دراج) · برادلي ويغينز · كريس نيوتن · بريان ستيل · بريطانيا العظمى          |
| 2003    | غرايم براون · بيتر داوسون (دراج) · بريت لانكستر · لوك روبرتس · أستراليا                                                     | بريان ستيل · برادلي ويغينز · بول مانينغ (دراج) · روب هيلس · بريطانيا العظمى          | Franck Perque · Fabien Sanchez · جيروم نوفيل · Fabien Merciris · فرنسا                 |
| 2004    | اشلي هاتشينسون · لوك روبرتس · بيتر داوسون (دراج) · ستيفن ولدريدج · أستراليا                                                 | كريس نيوتن · بول مانينغ (دراج) · روب هيلس · بريان ستيل · بريطانيا العظمى             | اسير مايزتو · كارلوس تورنت · سيرجي إسكوبار · كارلوس كاستانيو باناديرو · إسبانيا        |
| 2005    | ستيف كامينغز · روب هيلس · بول مانينغ (دراج) · كريس نيوتن · بريطانيا العظمى                                                  | نيكي تيربسترا · بيتر تشيب · ينس موريس · Levi Heimans · هولندا                        | ماثيو جوس · اشلي هاتشينسون · ستيفن ولدريدج · مارك جاميسون · أستراليا                   |
| 2006    | بيتر داوسون (دراج) · ماثيو جوس · مارك جاميسون · ستيفن ولدريدج · أستراليا                                                    | جيرانت توماس · بول مانينغ (دراج) · روب هيلس · ستيف كامينغز · بريطانيا العظمى         | Volodymyr Dyudya · رومان كونونينكو · Maksym Polyshchuk · Lyubomyr Polatayko · أوكرانيا |
| 2007    | جيرانت توماس · إد كلانسي · بول مانينغ (دراج) · برادلي ويغينز · بريطانيا العظمى                                              | Vitaliy Schedov · فيتالي بوبكوف · Maxim Polischuk · Lyubomyr Polatayko · أوكرانيا    | كاسبر يورغنسن · ينس اريك مادسن · مايكل موركوف · أليكس راسموسن · الدنمارك               |
| 2008    | إد كلانسي · جيرانت توماس · بول مانينغ (دراج) · برادلي ويغينز · بريطانيا العظمى                                              | Michael Færk Christensen · كاسبر يورغنسن · ينس اريك مادسن · أليكس راسموسن · الدنمارك | غرايم براون · مارك جاميسون · برادلي ماكجي · لوك روبرتس · أستراليا                      |
| 2009    | كاسبر يورغنسن · ينس اريك مادسن · Michael Færk Christensen · أليكس راسموسن · مايكل موركوف (qualifying round only) · الدنمارك | جاك بوبريدجي · روهان دنيس · لي هوارد · كاميرون ماير · أستراليا                       | يستلي غوف · بيتر لاثام · مارك ريان · جيسي سيرجنت · نيوزيلندا                           |
| 2010    | جاك بوبريدجي · روهان دنيس · مايكل هيبورن · كاميرون ماير · أستراليا                                                          | ستيفن بيرك · إد كلانسي · بن سويفت · اندي تينانت (دراج) · بريطانيا العظمى             | سام بولي · يستلي غوف · بيتر لاثام · جيسي سيرجنت · نيوزيلندا                            |
| 2011    | جاك بوبريدجي · روهان دنيس · مايكل هيبورن · Luke Durbridge · أستراليا                                                        | أليكسي ماركوف · يفغيني كوفاليف · إيفان كوفاليف · الكسندر سيروف (دراج) · روسيا        | ستيفن بيرك · بيتر كينو · اندي تينانت (دراج) · سام هاريسون · بريطانيا العظمى            |
| 2012    | إد كلانسي · بيتر كينو · ستيفن بيرك · جيرانت توماس · اندي تينانت (دراج) (qualifying round only) · بريطانيا العظمى            | جلين أوشي · جاك بوبريدجي · روهان دنيس · مايكل هيبورن · أستراليا                      | آرون جيت · سام بولي · يستلي غوف · مارك ريان · نيوزيلندا                                |
| 2013    | جلين أوشي · الكسندر ادموندسون · مايكل هيبورن · الكسندر مورغان · أستراليا                                                    | ستيفن بيرك · إد كلانسي · صموئيل هاريسون · اندي تينانت (دراج) · بريطانيا العظمى       | لاسي نورمان هانسن · كاسبر فون فولساش · ماتياس مولر · راسموس كواد · الدنمارك            |
| 2014    | جلين أوشي · الكسندر ادموندسون · ميتشل مالهيرن · لوقا دافيسون · مايلز سكوتسون (qualifying round only) · أستراليا             | كاسبر فون فولساش · لاسي نورمان هانسن · راسموس كواد · أليكس راسموسن · الدنمارك        | آرون جيت · Pieter Bulling · ديلان كينيت · مارك ريان · نيوزيلندا                        |
| 2015    | Pieter Bulling · ديلان كينيت · اليكس فريم · مارك ريان · نيوزيلندا                                                           | إد كلانسي · ستيفن بيرك · أوين دول · اندي تينانت (دراج) · بريطانيا العظمى             | جاك بوبريدجي · الكسندر ادموندسون · ميتشل مالهيرن · مايلز سكوتسون · أستراليا            |